# Košarkaški klub Kvarner 2010
Il K.K. Kvarner 2010 è una società cestistica croata avente sede a Fiume e che milita nella Premijer liga croata. Nasce, come recita il nome, nel 2010 dalla fusione di due squadre minori cittadine: K.K. Torpedo e K.K. Jadran. Nonostante porti lo stesso nome, non va confuso con la storica squadra cittadina del KK Kvarner, fondato nel 1946 e fallito nel 2009.
Disputa le partite interne al Dvorana Dinko Lukarić che ha una capienza di 1.100 spettatori.